# Ali ibn Abi Talib
Ali ibn Abi Talib (arab. ‏عَلِيُّ بْنُ أَﺑِﻲ طَالِبٍ‎, ur. ok. roku 600/22. P.H., według tradycji 13. radżaba w Mekce, zm. w styczniu 661/ramadanie 40. A.H. w Al-Kufie) – brat stryjeczny, przybrany syn, a następnie zięć Mahometa, pierwszy imam szyitów, ostatni z czterech kalifów prawowiernych (656–661/35-40. A.H.).
Przez wielu muzułmanów, a w szczególności szyitów, Ali jest uważany za najważniejszą po Mahomecie postać wczesnego okresu islamu, chociaż w tym kontekście sunnici wymieniają też czasem Umara lub Abu Bakra. Kontrowersje wokół dziedzicznego prawa Alego do przewodnictwa nad muzułmańską ummą doprowadziły do jej trwałego podziału na charydżytów, szyitów i sunnitów. Wokół jego postaci wytworzyła się z czasem ogromna ilość różnorakich tradycji i teologicznych interpretacji, które obdarzają go często cechami mesjanistycznymi, półboskimi lub wręcz uznają za Boga. Stanowił on i stanowi punkt odniesienia dla określenia swojej tożsamości przez wiele milionów ludzi.

## Życiorys

### Towarzysz Proroka
Nie jest znana data urodzin Alego. Także przekazy dotyczące długości jego życia nie pomagają w jej ustaleniu, wykazują bowiem znaczną rozbieżność, z czego zdawali sobie sprawę już arabscy autorzy klasyczni. Jak w XIII/VII wieku pisał Jakut ibn Abdallah al-Hamawi „Nie ma zgody co do długości jego życia. Niektórzy twierdzą, że poniósł on śmierć w wieku 68 lat – uważają, że przyjął islam mając 15 lat. Inni mówią, że miał wtedy 66 lat, a przyjął islam jako trzynastoletni chłopiec. Jeszcze inni twierdzą, że (umarł) w wieku lat 63, a islam przyjął jako dziesięcioletnie dziecko. Wreszcie są i tacy, którzy uważają, że zmarł w wieku lat 59, a muzułmaninem stał się w wieku pięciu lat”. Ponieważ Ali zginął w roku 661/40., z danych podanych przez al-Hamawiego wynikałoby, że urodził się gdzieś pomiędzy rokiem 593/30. P.H. a 602/20. P.H. Szyici obchodzą święto jego urodzin 13. dnia miesiąca radżab.

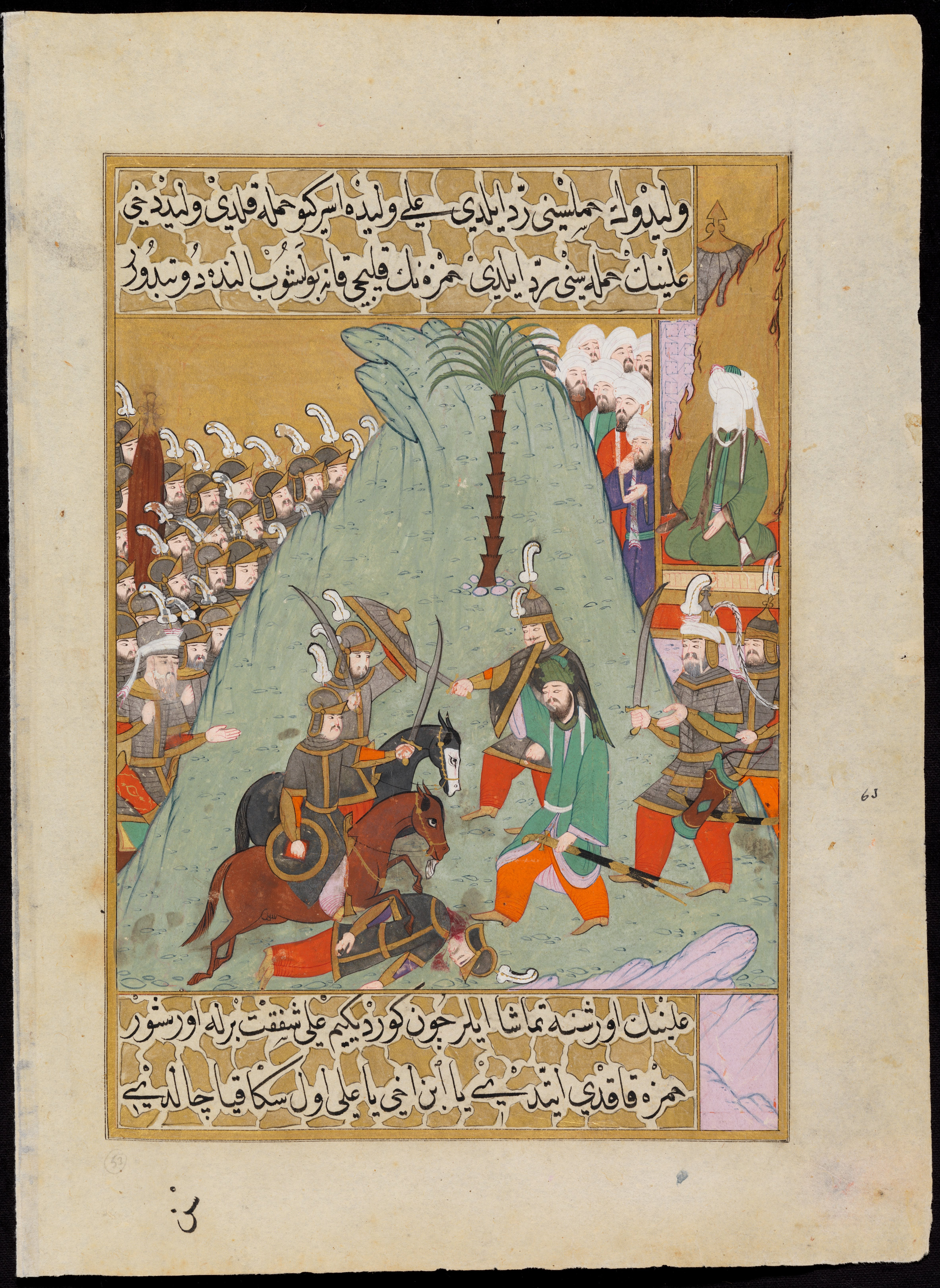
Ali ze swoim mieczem zulfikarem w bitwie pod Badrem. Miniatura z Siyer-i Nebi, 1594/1595. Chester Beatty Library.

Ali był synem Abu Taliba, stryja Mahometa i głowy rodu Haszymitów, który niegdyś zaopiekował się osieroconym Prorokiem, oraz Fatimy bint Asad. Zgodnie z późniejszymi przekazami miał urodzić się wewnątrz Al-Kaby, co szyiccy tradycjoniści zgodnie uważają za wydarzenie jedyne w swoim rodzaju i świadectwo jego duchowego wywyższenia. Także wśród wielu sunnickich uczonych ten fakt jest uważany za coś wyjątkowego, choć być może nie właściwego tylko Alemu. Kiedy Ali miał około pięć lat Mahomet zabrał go do swojego domu, by w ten sposób odciążyć swojego stryja Abu Taliba, który popadł w długi. Ali większość dzieciństwa spędził zatem w domu Proroka. Według pierwszej i najsłynniejszej biografii Mahometa, napisanej przez Ibn Ishaka, Ali był drugą po Chadidży osobą nawróconą na islam. Kiedy w noc hidżry Mahomet uciekł z Mekki do Medyny, Ali spał w łóżku Proroka, z narażeniem życia wprowadzając w ten sposób w błąd jego prześladowców. Potem miał przez pewien czas pozostać w Mekce i na polecenie Mahometa oddać właścicielom wszystkie rzeczy, które powierzyli oni Prorokowi jako kupcowi. Dopiero wtedy opuścił on Mekkę.
Ali wziął udział we wszystkich bitwach stoczonych przez muzułmanów pod przywództwem Mahometa, z wyjątkiem bitwy pod Tabukiem, kiedy Prorok kazał mu strzec jego rodziny, a jego odwaga stała się wręcz legendarna. W bitwie pod Badrem w roku 
624/2. Mahomet wybrał go jako jednego z trzech wojowników do poprzedzającego bitwę pojedynku z trzema Kurajszytami. Ali szybko pokonał swojego rywala, a w trakcie bitwy miał własnoręcznie zabić jedną trzecią żołnierzy przeciwnika. Prawdopodobnie po bitwie pod Badrem Ali ożenił się z Fatimą, córką Mahometa, który powiedział Alemu, że Bóg nakazał mu oddać ją właśnie jemu. W roku 625/3. w przegranej bitwie pod Uhudem Alemu został powierzony sztandar Muhadżirów. Nie poddał się wówczas ogólnej panice i dzielnie bronił rannego Proroka. W Bitwie Rowu w roku 627/5. zabił wodza jedynej grupy jeźdźców, która przedarła się przez rów obronny wokół Medyny, tak że należący do niej żołnierze w popłochu uciekli. W trakcie ataku na Chajbar w roku 628/7., miał walnie przyczynić się do zwycięstwa, kiedy użył ciężkich żelaznych drzwi jako tarczy i tak chroniony zaatakował przeciwnika. W bitwie pod Hunajnem w roku 630/8., jako jeden z niewielu nie poddał się panice, która ogarnęła wojska muzułmańskie po tym jak wpadły w pułapkę, a według tradycji szyickiej miał zabić chorążego Banu Hawazin, co zadecydowało o zwycięstwie Mahometa.
Oprócz wojen Ali uczestniczył w innych ważnych wydarzeniach w życiu Mahometa. Kiedy po przybyciu do Medyny Prorok dokonał obrzędu zbratania się poprzez krew pomiędzy Muhadżirami a Ansarami, wybrał właśnie Alego jako swojego brata. Ali był jednym z jego sekretarzy i w takim charakterze własnoręcznie spisał Układ z Al-Hudajbijji zawarty w 628/6. roku pomiędzy Mahometem a starszyzną Mekki. W imieniu Proroka, w trakcie hadżdżu w 631/9. roku, ogłosił zakaz uczestniczenia niewiernych w przyszłych pielgrzymkach. To on został wybrany do zniszczenia bożków czczonych przez plemiona Banu Aus, Chazradż i Banu Tajj oraz tych znajdujących się w Al-Kabie.

### Ali i kwestia sukcesji po Mahomecie

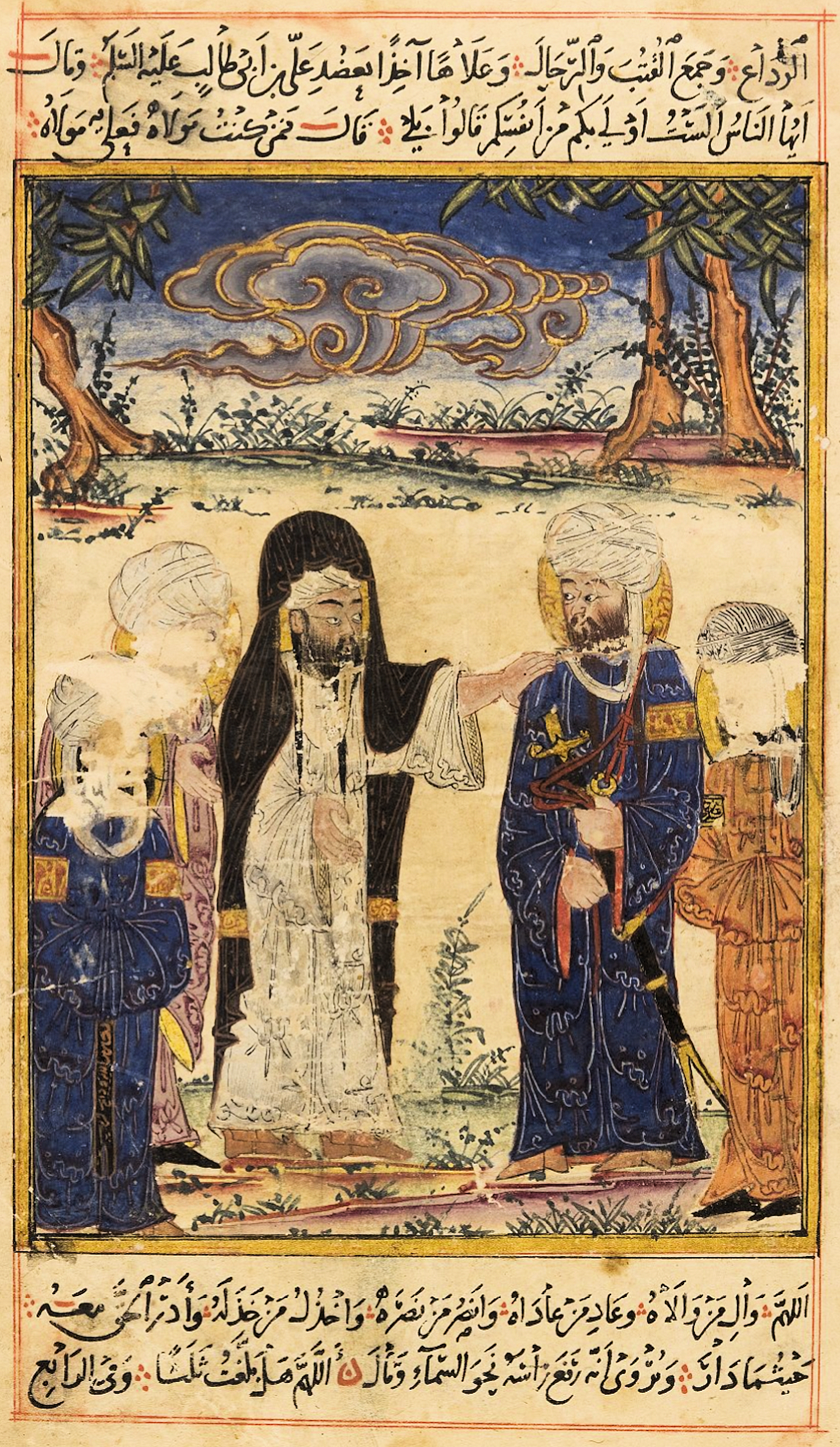
Naznaczenie Alego nad Stawem Chumm. Ilustracja do rękopisu Asar al-bakija Biruniego, płn.-zach. Iran, 1307. Zbiory Biblioteki Uniwersyteckiej w Edynburgu.

W chwili śmierci Mahometa przed muzułmańską wspólnotą stanęło zadanie rozstrzygnięcia sprawy następstwa po nim. Ścierały się ze sobą przede wszystkim dwie koncepcje: według pierwszej kryterium przejęcia władzy powinny być zasługi dla islamu, według drugiej pokrewieństwo z Prorokiem. Pierwsza z nich była bliższa tradycji beduińskiej, zgodnie z którą stanowisko wodza plemienia było obieralne. Przyjęcie drugiej koncepcji oznaczało oddanie władzy Alemu, który był najbliższym żyjącym męskim krewnym Mahometa. Zgodnie z muzułmańską tradycją, powracając ze swojej ostatniej pielgrzymki do Mekki (później nazwaną „pożegnalną”), Mahomet 16 marca 632/18. zu al-hidżdża 10. roku zatrzymał się nad Stawem Chumm i wziąwszy Alego za rękę powiedział: „O ludzie, wiedzcie, że czym Aaron był dla Mojżesza, tym Ali jest dla mnie, z wyjątkiem tego, że po mnie nie będzie żadnego proroka i on będzie waszym obrońcą (walī) po mnie. Dlatego Ali jest panem każdego, którego ja jestem panem”. Potem zaś podniósł rękę Alego i powiedział: „O Boże, bądź miłosierny dla tego, kto jest oddany Alemu, okaż wrogość temu, kto jest jego wrogiem, daj zwycięstwo temu, kto pomaga Alemu, i opuść tego, kto opuści Alego. Niech prawda prowadzi Alego do końca jego życia”.
Zdaniem szyitów Mahomet w ten sposób jasno objawił, że Ali ma przejąć po nim władzę, która następnie ma przejść na jego potomków. Tymczasem w trakcie narady po śmierci Proroka jego następcą (to jest kalifem) został wybrany Abu Bakr (632 - 634), co według szyitów było jawnym pogwałceniem woli Mahometa. Sunnici generalnie nie przeczą temu, że wydarzenia nad Stawem Chumm w wyżej opisanym kształcie miały miejsce, lecz „ich zdaniem Mahometowi chodziło [jedynie] o podkreślenie znaczenia Alego, który był bardzo nielubiany przez pierwszych muzułmanów”. Jeszcze inaczej na tę kwestię zapatrują się niektórzy zachodni orientaliści. Ich zdaniem wydarzenia nad Stawem Chumm w ogóle nie miały miejsca i podobnie jak wiele innych hadisów są wytworem późniejszej tradycji, „tworzącej” hadisy na polityczne zamówienie, w tym przypadku w celu usprawiedliwienia roszczeń Alidów do władzy. Jak pisze I. K. Poonowala: „Wszystkie wczesne źródła ukazują muzułmańską wspólnotę Medyny zachowująca się tak, jakby nic nie wiedziała o rzekomej desygnacji Alego”. Zdaniem Danuty Madeyskiej, Ali nie został wybrany na kalifa, ponieważ uznano, że „jest zbyt młody i niedoświadczony, aby objąć tak odpowiedzialny urząd”.
Ani Ali, ani jego zwolennicy nie brali udziału w naradzie, która odbyła się po śmierci Mahometa. Wkrótce po niej nowy kalif odmówił Fatimie dziedziczenia po Mahomecie oazy w Fadaku, przekazując jej jedynie dochody z niej, a własność ziemi przyznając państwu, co jego zdaniem było zgodne z wolą Proroka. Fatima po tym wydarzeniu zerwała wszelkie stosunki z Abu Bakrem i najprawdopodobniej to z tego właśnie powodu Ali nie złożył przysięgi (baja) nowemu kalifowi od razu, lecz dopiero po śmierci swojej żony, która nastąpiła jakieś pół roku później. Tak przynajmniej twierdzi większość tradycjonistów, niemniej przekazy na ten temat są często sprzeczne ze sobą. Według szyitów to opóźnienie było widomym znakiem świadomości Alego, że to jemu należy się władza, a ostatecznie uznał on Abu Bakra jedynie dlatego, że nie chciał doprowadzić do rozbicia w gminie muzułmańskiej. Z tego samego powodu miał postąpić tak samo również w przypadku Umara (634 - 644). Według At-Tabariego Ali składając przysięgę miał powiedzieć: „Składam ci przysięgę, choć nie uznaję twojego pierwszeństwa. Teraz Bóg okazał ci łaskę, ale sądzę, że to ja mam rację, a wy uczyniliście mi niesprawiedliwość”.

### Ali i Usman

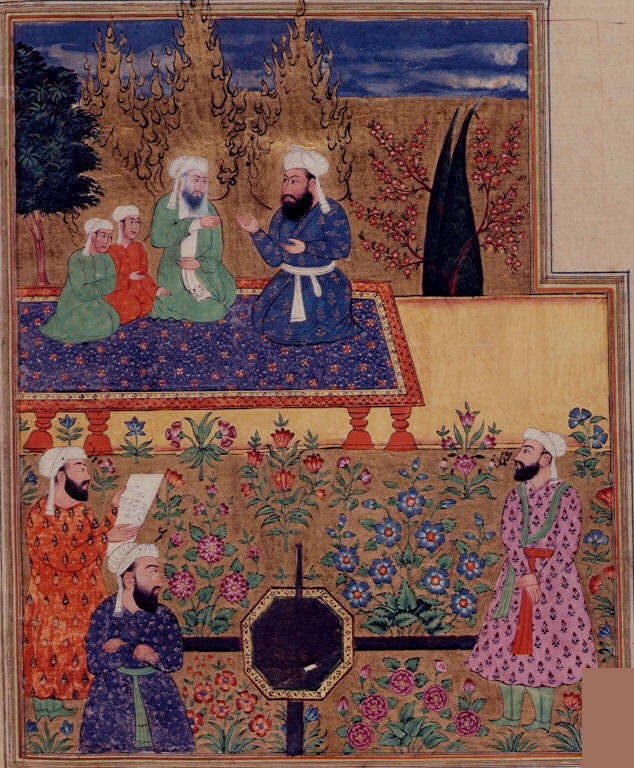
Ali w Raju, w towarzystwie Proroka, wraz ze swoimi synami Hasanem i Husajnem. W dolnej partii miniatury trzech pozostałych kalifów prawowiernych: Abu Bakr, Umar i Usman. Abd-al-Hakim Moltani, ilustracja do rękopisu Chawaran-name, Multan, 1686. Zbiory British Library.

Po objęciu władzy przez Abu Bakra, Ali wycofał się z życia politycznego. Nie brał udziału ani w wojnach riddy, ani w podbojach. Jego zachowanie oraz wypowiedzi świadczą o tym, że nie akceptował polityki pierwszych kalifów. Oddał się za to życiu religijnemu. Przypisuje mu się m.in. pierwszą wersję Koranu, która miała być ułożona chronologicznie. Trudno jednak stwierdzić, że znalazł się na marginesie arabskiej społeczności. Jako jeden z ludzi najbliższych Prorokowi był ważnym źródłem informacji o jego życiu i objawieniu, a ponieważ każdy postępek Mahometa uważano za precedens stanowiący obowiązujący prawnie wzór postępowania to jego znajomość Koranu i sunny sprawiła, iż nieraz wspierał on kalifów w różnych kwestiach prawnych. O znaczeniu Alego świadczy fakt, że Umar zaliczył go do sześcioosobowej rady (asz-szura), która miała spośród siebie wybrać jego następcę. Jako najbliższy krewny i zięć Mahometa Ali wydawał się najpoważniejszym kandydatem na kalifa, wbrew jego nadziejom ostatecznie został nim jednak Usman ibn Affan (656 - 661), który z jednej strony podobnie jak Ali był jednym z pierwszych muzułmanów i cieszył się bliskimi związkami z Prorokiem, natomiast w przeciwieństwie do niego, jako członek potężnego rodu Umajjadów, cieszył się ponadto niezachwianym poparciem mekkańskiej arystokracji.
Po wyborze Usmana Ali stał się człowiekiem wokół którego w naturalny sposób skupiała się opozycja przeciwko władzy Umajjadów, a stawała się ona coraz silniejsza w związku z kolejnymi posunięciami nowego kalifa. Usman musiał rozwiązać szereg problemów, które pojawiły się przed muzułmańską społecznością w związku z dokonanymi podbojami. Jeszcze Umar ustanowił tzw. dywan, to jest rejestr pensji wypłacanych przez rząd z podatków ściągniętych z podbitych prowincji. Żołnierze traktowali wypłatę pensji z dywanu po prostu jako swój udział w łupach ze zdobytych terytoriów, toteż ich oburzenie wywołał fakt, że nie wszystkie pieniądze z podatków były rozdzielane, lecz część zachowywano jako swoistą rezerwę nowo powstałego skarbu państwa. Było to ich zdaniem niezgodne ze sposobem podziału łupów przewidzianym przez Koran. Ich rozgoryczenie było tym większe, że po pierwszym etapie podbojów przyszła kolej na walki w prowincjach bardziej odległych i biedniejszych, takich jak górskie Zakaukazie czy dzisiejszy Afganistan, które przynosiły zdecydowanie mniej, w dodatku z większym trudem zdobywanej i transportowanej do rodzimych stron, zdobyczy. Nakładał się na to także konflikt interesów, jaki powstał pomiędzy tradycyjnym plemiennym a nowym islamskim przywództwem, które wzbogaciło się w wyniku podbojów, teraz zaś znalazło się pod naciskiem nie biorących wcześniej w nich udziału plemion, przybyszy w nowych prowincjach. Nowy kalif zaczął rozdawać ziemie zdobyte w wyniku podbojów i dotychczas zaliczane do wspólnej własności muzułmańskiej ummy swoim zausznikom i krewnym, pozbawiając tym samym znaczenia ich dotychczasowych zarządców, tzw. ahl al-qurrāʾ. Jednocześnie obsadził większość stanowisk gubernatorskich członkami swojego rodu, nie bacząc na to, że część z nich okazała się całkowicie niekompetentna. Jak pisze Janusz Danecki, za panowania Usmana „rozpoczęła się polityka zastępowania qurrāʾ przez zwolenników nowej władzy, głównie przez arystokracje plemienną (ašrāf al-qabā'il), której główną zasługą było pochodzenie (nasab), a nie udział w szerzeniu islamu”.
Takie kryterium dostępu do władzy wywołało sprzeciw nowej muzułmańskiej arystokracji, która w dodatku w związku z wyżej opisanym zjawiskami czuła się zagrożona w swych materialnych podstawach. Ansarowie i niektórzy Muhadżirowie nie chcieli zapomnieć Umajjadom, że to oni niegdyś byli przywódcami opozycji wobec Mahometa w Mekce i większość z nich przyjęła islam bardzo późno. Teraz wyglądało na to, że ci członkowie dawnej plemiennej arystokracji i ich zausznicy zagarną dla siebie większość korzyści uzyskanych dzięki poświęceniu i determinacji żarliwych muzułmanów. Wielu dawnych towarzyszy Proroka stanowczo protestowało przeciwko postępowaniu w ich mniemaniu, niezgodnym z zasadami islamu, a szczególne oburzenie wzbudziło ustalenie przez Usmana jedynej obowiązującej wersji Koranu oraz nakaz spalenia wszystkich pozostałych. Podejrzewano, że nowa redakcja miała na celu wyłączenie ustępów nieprzychylnych Umajjadom. Szerząca się korupcja i kiepska administracja spowodowały kryzys finansowy. Szczególne niezadowolenie panowało w Egipcie, gdzie podwyższono podatki i obiecano większy udział w łupach nowym plemionom kosztem tych, które brały udział w podbojach od początku, oraz w Mezopotamii, a zwłaszcza prowincji Al-Kufa, gdzie qurrāʾ podburzali pozostałych mieszkańców. Ali przez cały czas panowania Usmana, chociaż otwarcie się przeciwko niemu nie zbuntował, był niejako tubą opozycji, ponieważ jako jeden z niewielu posiadał pozycję pozwalającą otwarcie krytykować postępowanie kalifa, z czego nie omieszkał korzystać. Kuzyn i zięć Proroka doskonale zdawał sobie sprawę z tego, że Usman nie ośmieli się targnąć na jego osobę.
Ostatecznie doszło do rebelii i w kwietniu 656/połowie roku 35. kilkuset zbuntowanych Egipcjan przybyło do Medyny, zaś Ali stał się jednym z pośredników w ich negocjacjach z kalifem. Ali, który z jednej strony znany był ze swojej krytyki wobec Usmana, zaś z drugiej był z nim jednak spokrewniony ze względu na wspólne pochodzenie od Abd Manafa wydawał się idealnym kandydatem na mediatora. Usman początkowo przystał na żądania Egipcjan, kiedy jednak okazało się, że jego obietnice były bez pokrycia, a część przywódców rebeliantów została po powrocie uwięziona, buntownicy zawrócili. Oblegli oni dom Usmana, a większość mieszkańców Medyny stanęła po ich stronie. Ali starał się dalej pełnić rolę mediatora i nieco złagodzić surowość oblężenia, nieskutecznie wzywając rebeliantów do dostarczenia Usmanowi wody. Po stronie kalifa walczył jego najstarszy syn Hasan. Usman ostatecznie zginął z rąk powstańców w czerwcu 656/pod koniec miesiąca zu al-hidżdża 35. roku, zgodnie z tradycją podczas recytowania Koranu.

### Kalifat i Bitwa Wielbłądzia

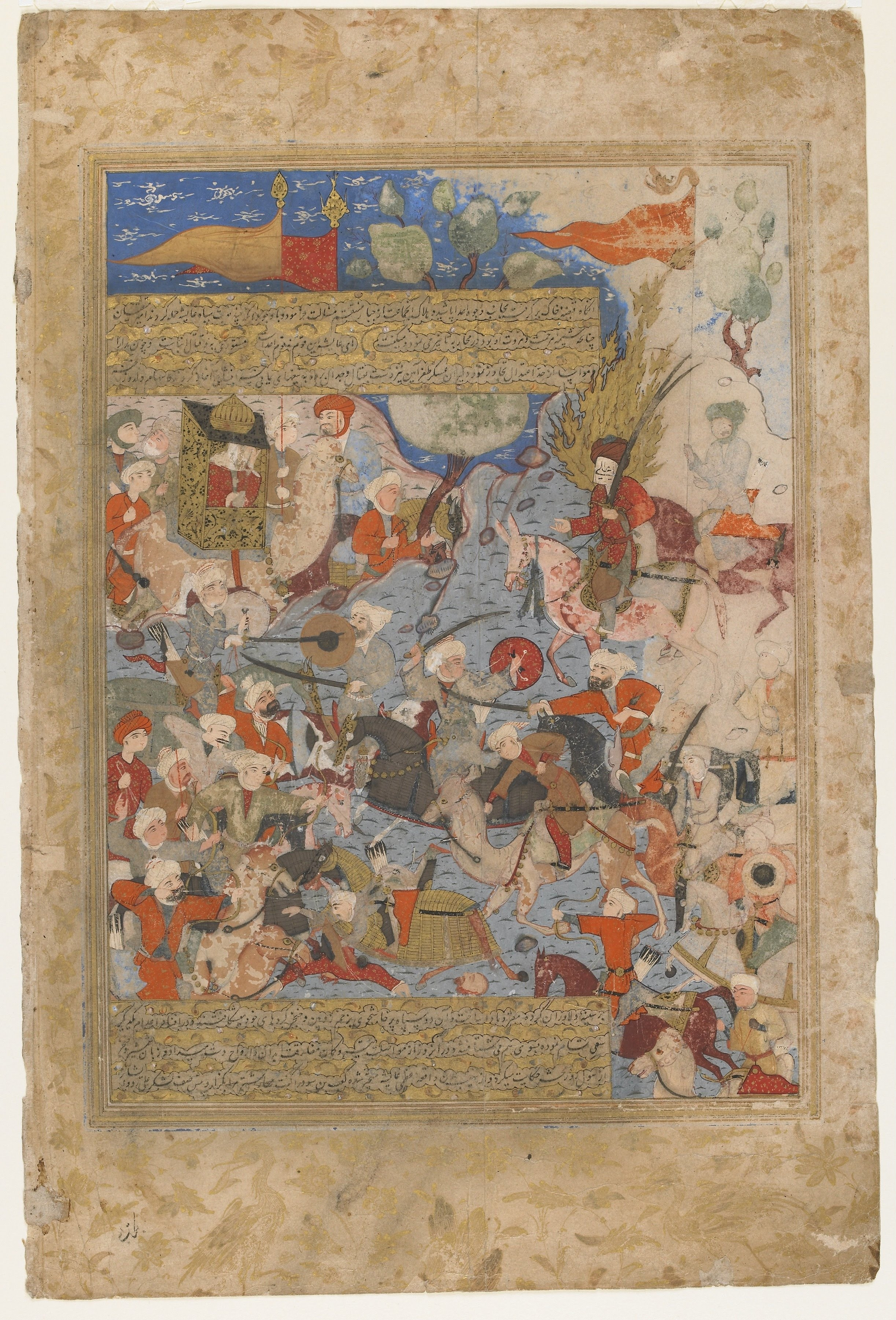
Ali i A'isza podczas Bitwy Wielbłądziej. Ilustracja do rękopisu Rawdat as-Safa Mirchonda, Sziraz, 1571-1572. Zbiory Freer and Sackler Galleries w Waszyngtonie.

Po zabiciu Usmana rebelianci zwrócili się do Alego z propozycją objęcia kalifatu. Ten jednak wahał się, nie chcąc przyjmować go z rąk morderców poprzedniego kalifa. Ostatecznie uległ dopiero po namowach licznych Ansarów i Muhadżirów, ludzi zasłużonych w pierwszym okresie istnienia islamu i zgorszonych sposobem sprawowania władzy przez Umajjadów. Został ogłoszony kalifem kilka dni po śmierci Usmana - mieszkańcy Medyny złożyli mu hołd, zaś członkowie rodu Umajjadów woleli uciec do Syrii. Od początku Ali miał rywali w osobach Zubajra Ibn al-Awwama oraz Talhy Ibn Abd Allaha, których miały popierać odpowiednio Kufa i Basra. Talha i Az-Zubajr, podobnie jak Ali, jedni z Muhadżirów i dawnych członków szury powołanej przez Umara, sami mieli nadzieję na kalifat. Należy tutaj zauważyć, że Ali, głoszący iż kalifem może być tylko osoba należąca do rodu Haszymitów, przynajmniej docelowo zamykał perspektywy na kalifat wszystkim wybitnym Kurajszytom nie tylko na czas swojego życia, ale na zawsze. 
Talha i Az-Zubajr udali się do Mekki, gdzie spotkali się z wdową po Proroku, A'iszą. Wrogość pomiędzy Aiszą i Alim miała swoje źródła jeszcze w wydarzeniach z czasów życia Mahometa, kiedy A'isza została posądzona o cudzołóstwo, a Ali doradzał Prorokowi rozwód z nią. W trakcie rebelii przeciwko Usmanowi miała ona nadzieję, że ostatecznie kalifem zostanie Talha. Po powrocie z pielgrzymki do Medyny, A'isza dowiedziała się, że kalifem został jednak Ali, szybko zatem zawróciła do Mekki i zaczęła agitować przeciwko niemu. Wkrótce pod pretekstem odbycia pielgrzymki mniejszej dołączyli do niej Talha i Az-Zubajr, ostatecznie rozczarowani do Alego, kiedy ten nie zgodził się zagwarantować im gubernatorstw; odpowiednio Basry i Kufy. Na miejscu zerwali z Alim obarczając go odpowiedzialnością za śmierć Usmana i żądając od niego postawienia jego morderców przed sądem. Szybko przyłączyli się do nich niektórzy Kurajszyci, sprzeciwiający się koncepcji zastrzeżenia kalifatu dla Haszymitów i Umajjadzi. Niezdolni do zdobycia większej liczby zwolenników w Al-Hidżazie, Talha i Az-Zubajr zdecydowali się udać do Basry, gdzie spodziewali się przychylnego przyjęcia. Ali udał się za nimi w pościg, lecz nie udało mu się ich powstrzymać. Większa część mieszkańców Basry pozostała jednak wierna Alemu, co część z nich przypłaciła śmiercią z rąk zwolenników Talhy i Az-Zubajra. Ponadto Ali zdobył poparcie Kufy, co w sumie spowodowało, że dysponował o wiele liczniejszą armią niż rebelianci. Po nieudanej próbie polubownego załatwienia sporu, ostatecznie 9 grudnia 656/15. dżumada al-achira 36. roku Ali pokonał buntowników w Bitwie Wielbłądziej, nazwanej tak od wielbłąda Aiszy, z którego zagrzewała ona żołnierzy do walki. Talha i Az-Zubajr przypłacili to starcie życiem, zaś Aisza została odesłana do Medyny ze wszystkimi honorami należnymi wdowie po Proroku.

### Bitwa na równinie Siffin
Po zajęciu Basry Ali rozdzielił wszystkie znalezione tam pieniądze skarbu państwa pomiędzy swoich zwolenników, bez rozróżnienia plemienia, udziału w podbojach, czy buncie riddy. W ten sposób aprobował on wcześniej wspomniane poglądy wielu pierwszych muzułmanów, zgodnie z którymi skarb państwa był sprzeczną z zasadami islamu nowością, zaś wszystkie łupy, przez które rozumiano także wpływy z podatków z podbitych prowincji, powinny być rozdzielone pomiędzy członków ummy. Ten gest przyciągnął do Alego tradycyjną arystokrację plemienną, zachęconą jego równym traktowaniem wszystkich muzułmanów. Była to kolejna obok zmarginalizowanych przez Usmana Ansarów, qurrāʾ i zniechęconych do Umajjadów mieszkańców Iraku grupa, która przybyła do obozu Alego. Utworzenie tak szerokiej koalicji Ali zawdzięczał także powszechnej opinii o prawości jego charakteru. Do tej pory za kalifa uznała go rodzima Arabia, Egipt i Irak, na terytorium którego w Kufie Ali ustanowił swoją stolicę. Poza obecnością wielu zwolenników jego rządów za wyborem Kufy przemawiała także możliwość łatwiejszej niż z Medyny kontroli sytuacji w całym kalifacie. W ten sposób, niezależnie od jego intencji, za Alego rozpoczął się proces marginalizacji znaczenia politycznego Arabii. Po ustanowieniu swej władzy w Iraku rozpoczął on negocjacje ze swoim głównym przeciwnikiem, gubernatorem Syrii i po śmierci Usmana przywódcą Umajjadów Mu'awiją.

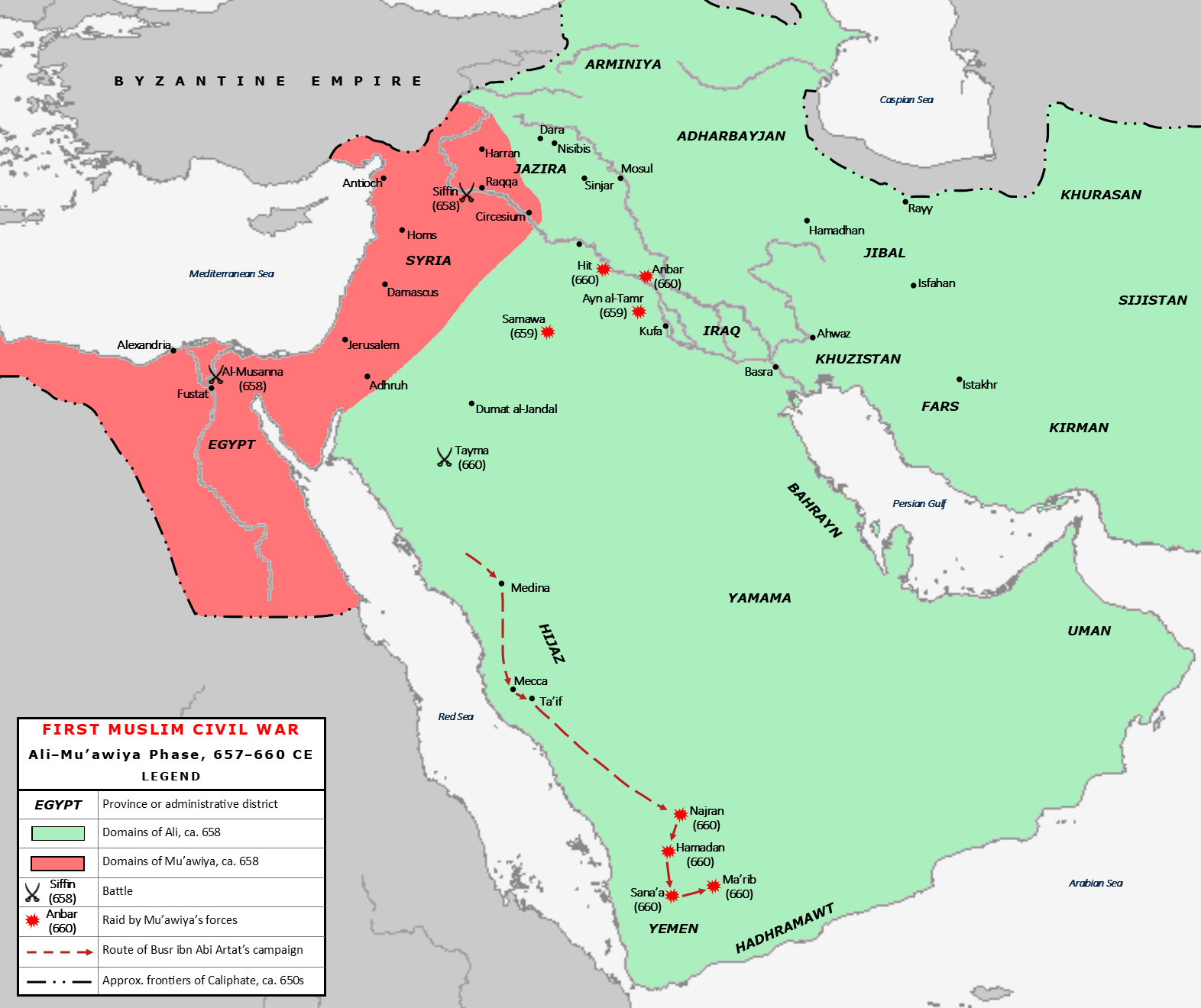
Wojna pomiędzy Alim a Mu’awiją. Terytoria kontrolowane przez obie strony ok. 658 i miejsca najważniejszych starć.

Od razu po wyborze Alego na kalifa radzono mu, żeby nie usuwał natychmiast wszystkich gubernatorów mianowanych przez Usmana, szczególnie zaś najpotężniejszego z nich, Mu’awiji, któremu mieszkańcy świetnie przez niego rządzonej Syrii byli bardzo oddani. Ali, pod naciskiem otoczenia dokonał jednak takiego aktu, co natychmiast zwróciło wszystkich odwołanych przez niego ludzi, zresztą i tak wrogich nowej władzy z racji należenia do rodu Umajjadów bądź związków z nim, przeciwko niemu. Państwowe środki jakimi oni dysponowali miały teraz być użyte przeciwko Alemu. Mimo wszystko Ali miał nadzieję, że uda mu się doprowadzić do uznania jego rządów przez Mu'awiję w drodze negocjacji i tym samym widmo otwartego buntu zostanie zażegnane. Ten ostatni naciskał jednak na autonomię Syrii pod jego przywództwem, Ali zaś twierdził, że wszystkie prowincje powinny w równym stopniu partycypować w rozwiązywaniu problemów napotykanych przez muzułmańską społeczność. W odpowiedzi Mu’awija zaczął mobilizować swoich zwolenników i odmówił złożenia przysięgi Alemu, powołując się na fakt, że jego kontyngent nie brał udziału w wyborze nowego kalifa. Ponadto jako bliski krewny Usmana, gubernator Syrii zażądał wydania przez Alego jego morderców, obciążając go tym samym odpowiedzialnością za śmierć jego poprzednika. Jak pisze P.K. Hitti: „Mu’awija wystąpił teraz jako mściciel męczeńskiego kalifa. Wystawił w meczecie w Damaszku krwią splamioną koszulę zamordowanego władcy i palce ręki jego żony Na'ili, które odcięto, kiedy próbowała bronić Usmana”. Ali odrzucił żądania Mu’awiji, twierdząc, że został we właściwy sposób wybrany przez ludzi, którzy mieli do tego prawo, a Usman został zabity ponieważ wzbudził gniew ludzi, postępując niezgodnie z zasadami islamu, a tym samym zaś nie podlegają oni karze.
W rezultacie obie strony zmobilizowały swoje armie, które wiosną 657/pod koniec 36. roku spotkały się na równinie As-Siffin na południe od Ar-Rakki na zachodnim brzegu Eufratu. Bitwa na równinie Siffin trwała łącznie 110 dni, przy czym większość czasu zajmowały drobne potyczki i negocjacje, żołnierze obu stron nie mieli bowiem zbyt wielkiej ochoty do walki przeciwko sobie. Pod koniec tego okresu ostatecznie doszło do większego starcia, które wygrali lepiej dowodzeni przez fanatycznego zwolennika Alego, Malika al-Asztara, wojownicy kalifa. Żołnierze Mu’awiji byli o krok od załamania się, kiedy 26 lipca 657/10 safara 37. roku Amr ibn al-As poradził Umajjadzie, żeby kazał im zatknąć na włóczniach mas.āh.if, fragmenty albo całe egzemplarze Koranu, co sprawiło, że większa część żołnierzy Alego nie chciała walczyć przeciwko nim. Ten gest miał bowiem oznaczać, że spór pomiędzy muzułmanami powinna rozstrzygnąć Święta Księga, a nie broń. W ten sposób Mu’awija zwracał się do stanowiących większość wojsk Alego Irakijczyków, niejako ponad jego głową, otwierając sobie furtkę do odwołania się do ich regionalnych interesów i wprowadzenia podziałów w obozie przeciwnika. Ali prawdopodobnie dostrzegł to zagrożenie i dlatego nie chciał zgodzić się na arbitraż, jednak najważniejszy z plemiennych przywódców Kufy, Aszat ibn Kajs al-Kindi naciskał na przyjęcie propozycji Mu’awiji, powtarzając kilkakrotnie, że ani jeden człowiek z jego obozu nie będzie walczył dla Alego, jeśli ten nie zaakceptuje idei negocjacji. Ponieważ większość qurrāʾ również była za negocjacjami, Ali przerwał walkę i wysłał Aszata ibn Kajsa do Mu’awiji, który zaproponował, żeby każda strona wybrała arbitra. Mieli oni potem wspólnie na podstawie Koranu podjąć decyzję wiążącą dla obu stron.
Większość ludzi w obozie Alego było usatysfakcjonowanych taką propozycją i przeszła do wyboru arbitra, który miałby się spotkać z Amr ibn al-Asem desygnowanym przez Mu'awiję. Natychmiast jednak pojawił się spór o to, czy arbiter ma reprezentować Alego, czy Irakijczyków. Aszat ibn Kajs i qurrāʾ odrzucili nominowanych kolejno przez Alego; Abd Allaha ibn al-Abbasa i Malika al-Asztara, naciskając zaś na wybór Abu Musy al-Aszariego, czemu Ali był przeciwny, bowiem Abu Musa jako gubernator Kufy próbował zapobiec poparciu Alego przez jej mieszkańców przed Bitwą Wielbłądzią. Qurrāʾ preferowali Abu Musę, ponieważ ten był za autonomią Iraku, Aszat ibn Kajs miał zaś nadzieję przedłużyć impas w walce pomiędzy Alim i Mu'awiją i wykorzystać go dla odzyskania swoich wpływów. Ostatecznie Ali zgodził się na Abu Musę.
Projekt formy arbitrażu zaczęto ustalać dopiero w momencie, kiedy Ali zgodził się, żeby był w nim wymieniany jedynie z imienia, nie zaś jako kalif, bowiem Mu’awija twierdził, że gdyby istotnie Ali był kalifem, to on nie występowałby przeciwko niemu. Główne zasady procedury arbitrażu miały wyglądać następująco: 1) Koran miał zdecydować pomiędzy dwiema stronami; 2) zadaniem arbitrów miało być osiągnięcie wiążącego porozumienia; 3) arbitrzy mieli opierać się na Koranie, w razie jednak gdyby nie mogli znaleźć w nim odpowiedzi, mieli uciec się do sunny. Niewymienienie Alego jako kalifa i odwołanie się także do sunny, a nie tylko do Koranu, wzbudziło gwałtowny sprzeciw wśród qurrāʾ. Godzili się oni na negocjacje ponieważ były one zapowiedzią pokoju opartego na Koranie, teraz zaś została zagrożona zarówno władza Alego jak i autorytet Świętej Księgi. Dlatego podnieśli oni słynny później okrzyk: „Sąd należy tylko do Boga” (lā h.ukma illā bi-ăllāh)”, który miał wyrażać ich sprzeciw wobec możliwości wyjścia arbitrów poza Koran. 
Do tego momentu Mu’awija nie wspominał o swoich wcześniejszych żądaniach odpłaty za śmierć Usmana i ponownego przeprowadzenia wyboru kalifa – wydawało się, że arbitraż ma dotyczyć stosunkowo ogólnej kwestii osiągnięcia zgody pomiędzy zwaśnionymi stronami. W tym krytycznym momencie Syryjczycy zaczęli jednak twierdzić, że projekt arbitrażu jest zgodą na to, że na podstawie Koranu należy osądzić czy zabójstwo Usmana było usprawiedliwione, czy nie. Mu’awija wiedział, że dla qurrāʾ, którzy nie mieli żadnych wątpliwości co do winy Usmana i słuszności buntu wobec niego, nawet samo rozważanie tej kwestii jest nie do przyjęcia. Qurrāʾ, z których wielu osobiście było zaangażowanych w bunt przeciwko Usmanowi, teraz powiedzieli Alemu, że jeśli publicznie nie wyrazi on żalu z powodu akceptacji arbitrażu, tak jak to zrobili oni, ogłoszą się za oddzielonych (barāʾa) od niego. Kiedy armia Alego wróciła do Kufy, niektórzy qurrāʾ zatrzymali się we wsi Harura (stąd nazwano ich później Harurytami), lecz tym razem Alemu udało się jeszcze sprowadzić ich z powrotem do Kufy, prawdopodobnie poprzez poczynienie na ich rzecz pewnych ustępstw. Dopiero po powrocie do Kufy Ali otwarcie stwierdził, że nie zrezygnuje z idei arbitrażu. Ci, którzy się z nią nie zgadzali, ostatecznie opuścili teraz jego obóz i przenieśli się do Nahrawanu. Nazwano ich xawāriğ, charydżytami, to jest „wychodzącymi”, „secesjonistami”. W ten sposób cel Mu’awiji, czyli rozbicie koalicji zgrupowanej wokół Alego, został osiągnięty.

### Procedura arbitrażu, problem charydżycki i śmierć

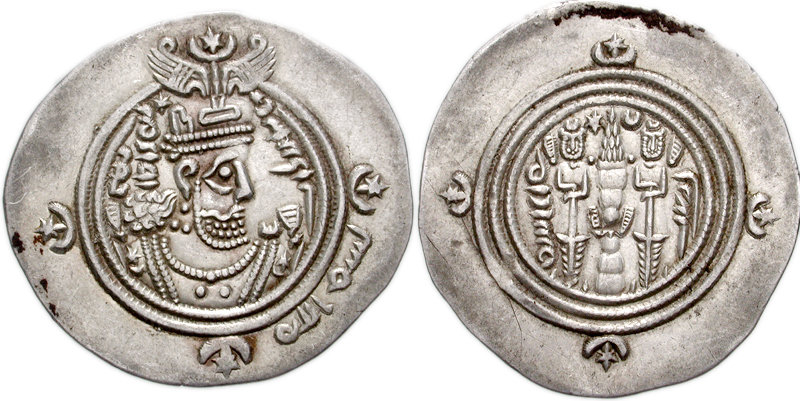
Moneta Alego wybita w Biszapurze w 656. Jest to moneta sasanidzka z wizerunkiem Chosrowa II, na której dodano formułę basmali.

Źródła podają sprzeczne dane co do przebiegu procedury arbitrażu. Najprawdopodobniej jednak pierwsze spotkanie arbitrów miało miejsce w lutym 658/ramadanie 37. Ustalili oni wtedy, że Usman działał zgodnie z zasadami islamu, a jego zabójstwo było nieusprawiedliwione, w związku z czym Mu’awija ma prawo do żądania zemsty. Werdykt nie został publicznie ogłoszony, ale poznały go oba stronnictwa. Ali protestował, twierdząc, że ta decyzja jest niezgodna z Koranem i sunną. Postanowił on wtedy wznowić wojnę, jednak tylko Ansarowie, niewielka grupa qurrāʾ pod dowództwem Malika al-Asztara i kilku wodzów plemiennych pozostało wobec niego lojalnych. Ali opuścił Kufę, by zaatakować Mu'awiję, ale najpierw przybył do Nahrawanu, by negocjować ze swoimi byłymi zwolennikami. Starał się zdobyć ich poparcie, obiecując walkę z Mu'awiją, ale większość charydżytów żądała, by przedtem przyznał on, że akceptacja arbitrażu była grzechem. Po daniu im kwadransu na poddanie się Ali zaatakował i dokonał masakry, która spotkała się z szerokim potępieniem. Dezercje z jego armii zmusiły Alego do powrotu do Kufy.
W styczniu 659/szabanie 38. roku doszło do wielkiego zgromadzenia w Adruhu, na które każdy z arbitrów przybył wraz z czterystu świadkami, a obecni na nim byli także liczni ogólnie poważani towarzysze Proroka. Nie było jednak reprezentantów Alego, bowiem za takiego nie można uznać Abu Musy al-Aszariego, który nie poczuwał się do żadnej szczególnej lojalności w stosunku do niego. Po burzliwych rozmowach Abu Musa al-Aszari ogłosił, że arbitrzy zgodnie pozbawili obu antagonistów prawa do kalifatu i pozostawili wybór kalifa nowej surze. Prawdopodobnie tak właśnie ustalono, jednak Amr ibn al-As nie potwierdził oświadczenia Abu Musy i jakiś czas później ogłosił jedynie pozbawienie stanowiska Alego, co pozwoliło mu na późniejsze poparcie pretensji Mu’awiji do kalifatu.
Historycy podkreślają, że przystanie na arbitraż przez Alego było błędem. Danuta Madeyska pisze: „Ali popełnił poważny błąd polityczny, godząc się na arbitraż. Jeszcze większym błędem była zgoda na opuszczenie jego tytułu kalifa w dokumencie arbitrażu. Tym samym legalnie sprawujący swą funkcję kalif zmienił się w pretendenta i zrównał w prawach z gubernatorem. To tłumaczy nagłe przejście od rozważań arbitrów na temat morderców Usmana do rozważań, który z rywali powinien być kalifem. Zraziło to do Alego jego stronników, a co ważniejsze, tym krokiem doprowadził on do powstania pierwszego rozłamu w islamie [tj. odłączenia się charydżytów]”. Odnosząc się już do ostatecznego wyniku arbitrażu, P.K. Hitti stwierdza natomiast: „[To] że obaj rozjemcy pozbawili stanowiska obu mocodawców, było przegraną Alego. Mu’awija nie miał żadnego kalifatu, aby się miał go zrzekać. Był tylko gubernatorem prowincji. Sam fakt arbitrażu postawił go na równym poziomie z kalifem Alim, którego pozycja przez to obniżyła się do roli zwykłego pretendenta. Wyrok sędziów pozbawił Alego rzeczywistego stanowiska, a Mu'awiję fikcyjnej pretensji, której nie śmiał nawet dochodzić”.
Mu’awija rozpoczął teraz organizowanie ataków na Irak i Arabię, nie dążył jednak do decydującego starcia. Czas grał na jego korzyść, ponieważ liczba zwolenników Alego z każdą chwilą się zmniejszała. Stracił on posłuch nawet w Mekce i Medynie. Do roku 660/pod koniec roku 39. Ali nie kontrolował już Al-Hidżazu i Egiptu, zdobytego przez Amr ibn al-Asa. Latem 660/40. roku Mu’awija ogłosił się w Damaszku kalifem. Gdy w styczniu 661/ramadanie 40. roku Ali udał się do meczetu w Kufie, został zraniony zatrutym mieczem przez charydżytę Abd ar-Rahmana ibn Muldżama, który w ten sposób chciał pomścić zabitych pod Nahrawanem.

### Dziedzictwo

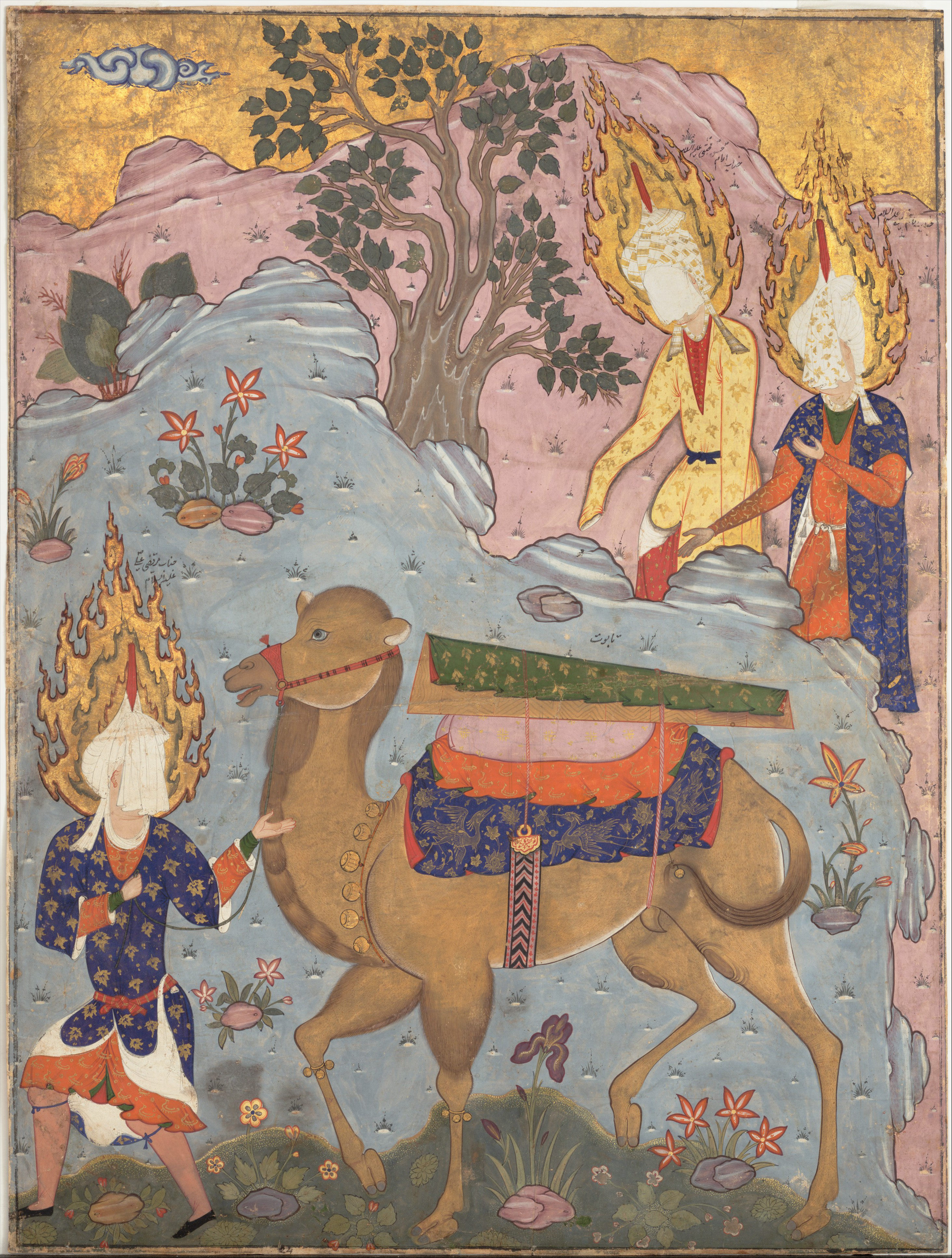
Ali odprowadza wielbłąda ze swoim ciałem na miejsce pochówku. W oddali jego synowie Hasan i Husajn. Ilustracja do Falname Dżafara as-Sadika, Kazwin, ok. 1555–1560. Zbiory Metropolitan Museum of Art.

Zgodnie z tradycją, Ali kazał się pochować w sekretnym miejscu, tak żeby jego grobu nie mogli zbezcześcić ani charydżyci, ani Umajjadzi. Według późniejszej legendy zarówno miejsce, jak i sposób pochówku Alego zostały przygotowane przez Boga: wielbłąd na którym umieszczono ciało Alego uklęknął i odmówił dalszego marszu kiedy osiągnął miejsce, gdzie wkrótce znaleziono tabliczkę w języku syriackim informującą, że tutaj znajduje się grób wykopany dla Alego przez Noego 700 lat przed potopem. Szyici wierzą, że Ali spoczywa w tym samym grobie co Adam i Noe. Chociaż do dzisiaj wiele miejsc pretenduje do bycia miejscami jego spoczynku, to większość szyickich autorytetów uznaje, że grób Alego znajduje się w miejscu dzisiejszego Nadżafu, w pobliżu Kufy. Miał on zostać odnaleziony za panowania pierwszych Abbasydów i wkrótce powstał tam meczet, stanowiący do dzisiaj jedno z najświętszych miejsc szyitów.
Ali pozostawił po sobie czternastu synów i dziewiętnaście córek z dziewięciu żon i kilku konkubin, z których ważną rolę mieli w przyszłości odegrać synowie Fatimy Hasan (625–670) i Husajn (626–680) oraz Muhammad ibn al-Hanafijja (? – 700). Wszystkie pozostałe żony i konkubiny Ali miał dopiero po śmierci Fatimy, która wcześniej była jego jedyną żoną. Alemu przypisuje się autorstwo rozważań, kazań, listów i powiedzeń, zebranych w X w. w dziele „Ścieżka elokwencji” (Nahĝ al-balāġa), stanowiącym arcydzieło arabskiej literatury (przez orientalistów dzieło to uważane jest w większej części za apokryf ułożony znacznie później przez szyitów, podobnie zresztą jak przypisywany Alemu dywan). Jest także uważany za źródło ok. 600 hadisów, a wiele wypowiedzianych przez niego myśli o charakterze religijnym i mądrościowym jest powszechnie znanych w świecie muzułmańskim, zarówno wśród szyitów, jak i sunnitów.

## Ali w oczach muzułmanów

### Szyici

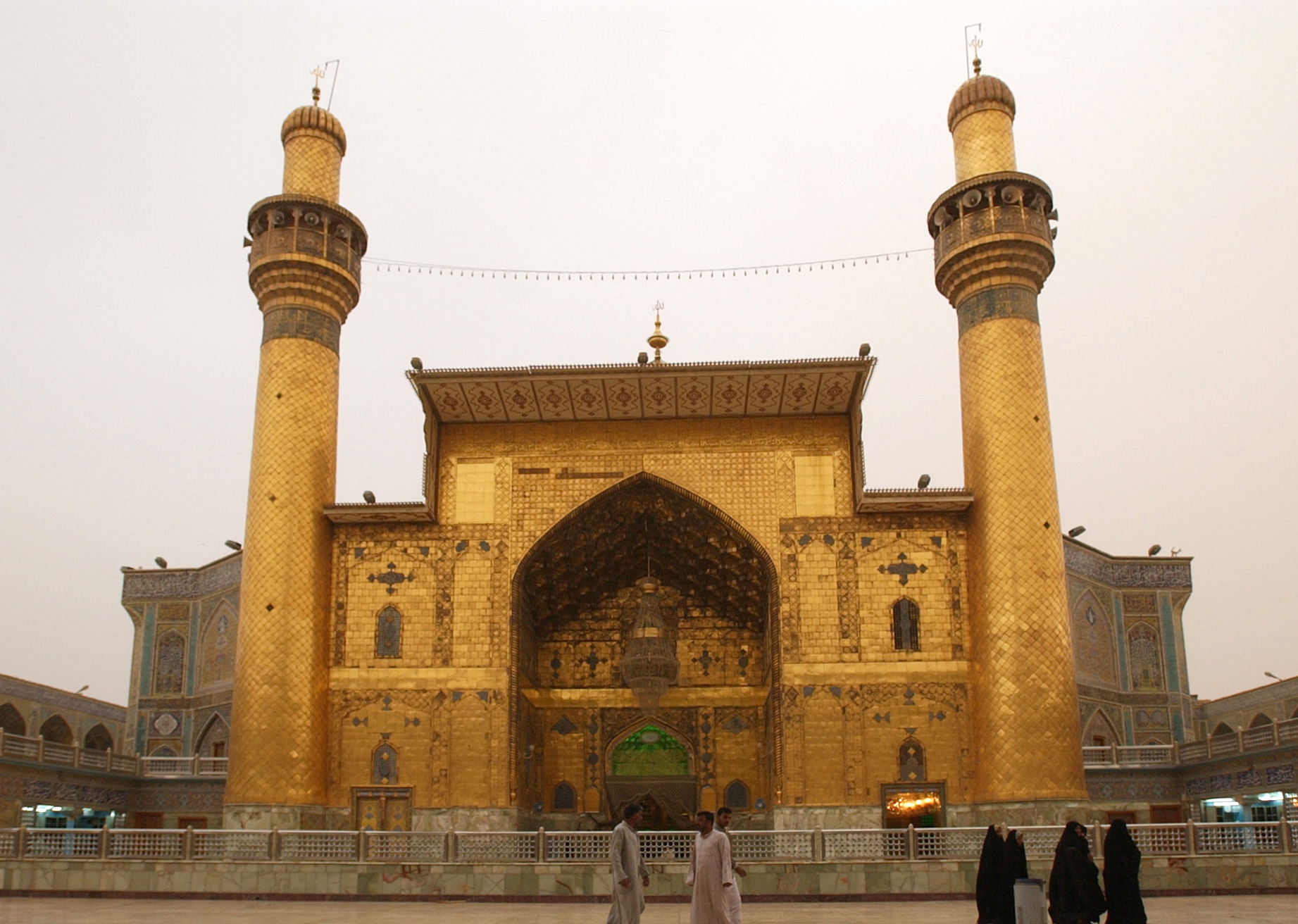
Meczet Imama Alego w Nadżafie

Sama nazwa „szyizm” wywodzi się od arabskiego określenia šīʿat Alī – stronnictwo Alego. Stosunek do Alego stanowi element decydujący o byciu szyitą – jest nim ten, kto wierzy, że po śmierci Mahometa to Ali i jego potomkowie powinni przewodzić społeczności muzułmańskiej. W związku z tym szyici uważają trzech pierwszych kalifów za uzurpatorów. Bardziej umiarkowane odłamy szyitów, takie jak murdżyici i batrijja pośród zajdytów, które z pewnymi zastrzeżeniami uznawały innych kalifów prawowiernych, stopniowo utraciły zwolenników. Stosunki pomiędzy Mahometem a Alim porównywano do relacji pomiędzy Mojżeszem a Aaronem. Przede wszystkim jednak, według szyitów, Ali jest dziedzicem (wāriṭ) oraz wykonawcą dziedzictwa (waṣī – używając europejskiej terminologii prawniczej wykonawcą testamentu) Mahometa. Jest on spadkobiercą Proroka zarówno w sensie najbardziej doczesnym, jak i duchowym – Abu Bakr naruszał jego prawa zarówno odmawiając Alemu dziedziczenia oazy w Fadaku, jak i uzurpując sobie kalifat.
Zdaniem szyitów każdy prorok miał swojego imama, który był niezbędny do wykonania jego misji. W przypadku Mahometa takim imamem był Ali. Prorok przyniósł objawienie (tanzīl) i szariat, podczas gdy Ali, spadkobierca jego wiedzy, miał zapewnić po jego śmierci ich właściwą interpretację (taʾwīl). Ci, którzy uznali Mahometa, ale nie uznali Alego i następnych imamów, zatrzymali się jedynie na zewnętrznym, powierzchownym znaczeniu Koranu. Nie są oni wprawdzie niewiernymi, ale nie mają dostępu do prawdziwej istoty Boga, która objawia się jedynie poprzez imama, związanego z nim mistyczną więzią (wilāya). Czasami imam jest nazywany dosłownie „mówiącym Koranem”. Jest on teofanią Boga nie tylko przez swoje słowa, ale jako cała osoba. Ali, imam par excellence, miał powiedzieć: „Ja jestem skarbnicą wiedzy; Ja jestem tajemnicą niewidzialnego; Ja jestem tajemnicą tajemnic: ja jestem Twarzą Boga; Ja jestem Pierwszym; Ja jestem Ostatnim; Ja jestem Ukrytym; Ja jestem Jawnym; Ja jestem stworzonym; Ja jestem Stwórcą; Ja jestem Najwyższym Sędzią; Ja posiadam przenikliwe Słowo; Ja zgłębiłem wnętrze na ścieżkach Księgi; Ja jestem Litościwym; Ja jestem Miłosiernym...”.
Podczas życia Proroka, Ali był drugim człowiekiem po nim, po jego śmierci zaś stał się jego sukcesorem jako najdoskonalszy z żyjących ludzi. Był on prowadzony przez Boga, nieomylny, wolny od wszelkiej nieczystości i nie mógł popełnić żadnego grzechu, wielkiego lub małego (maʿs.ūm). Jako imam znał on przeszłość, teraźniejszość i przyszłość, zdarzenia w Niebie i na Ziemi, potrafił czytać w ludzkich umysłach i znał wszystkie języki. Będzie on wstawiać się za swoimi zwolennikami podczas Dnia Sądu Ostatecznego; jest on Przewodnikiem ludzkości, Dowodem (huĝĝa) istnienia Boga dla Jego stworzeń i Bramą do Jego miłosierdzia. Zbawienie jest zastrzeżone tylko dla tych, którzy zadeklarują swoje oddanie (wilāya) i wiarę w niego.

### Ghulat
Zgodnie z głównym nurtem szyizmu, Ali jest drugą po Mahomecie postacią islamu, spadkobiercą i kontynuatorem jego misji. Natomiast według radykalnych ugrupowań szyickich, zwanych „ġulāt”, Ali jest kimś co najmniej równym Prorokowi, albo nawet od niego ważniejszym. Przez część z tych ugrupowań jest on wręcz uważany za wcielenie Boga, w związku z czym pojawia się przekonanie, że to on miał wysłać podległego mu Mahometa na Ziemię. Arabski termin ġulāt oznacza przesadę i został użyty jako nazwa wspomnianych wyżej ugrupowań przez teologów imamitów, którzy zastosowali go na określenie ludzi ich zdaniem przesadnie oddających cześć Alemu.
Idee ġulāt pojawiły się już za życia Alego za sprawą nawróconego na islam Żyda Abd Allaha ibn Saba, który publicznie lżył trzech pierwszych kalifów, twierdząc, że czyni tak z polecenia Alego. Zakłopotany tym Ali początkowo skazał go na śmierć, jednakże ludzie z jego otoczenia powstrzymali go, mówiąc:"O władco wiernych! Zali zabijesz człowieka, który nawołuje, aby kochano was, rodzinę domu [Proroka], wzywa do uznania twego panowania i odcięcia się od twoich wrogów?”. Ostatecznie Ali zamienił Ibn Sabie karę śmierci na zesłanie do Al-Madaʾinu. To właśnie Ibn Saba jako pierwszy wysunął ideę waqfu (dosłownie: zatrzymania), czyli negacji śmierci Alego. Uznawał on Alego za Boga, który kiedyś powróci na świat by zaprowadzić sprawiedliwość – był zatem także prekursorem idei mahdiego. Tego rodzaju, wynoszące Alego ponad Mahometa, poglądy określono mianem „sabaʾijja”. Miały one w poważnym stopniu wpłynąć na późniejszą teologię szyizmu, zarówno jako źródło pewnych koncepcji, jak i negatywny punkt odniesienia.
Innym odłamem ġulāt, który istniał stosunkowo niedługo, lecz wywarł wpływ na późniejsze wierzenia szyickie, był powstały pod koniec VIII/II wieku chattabizm. Według wierzeń chattabitów zawsze na Ziemi musiało być dwóch Proroków: jeden mówiący (nāţiq), drugi milczący (s.āmit). Mówiący był Mahomet, milczący zaś Ali. Idea ta została rozwinięta w teologii alawitów, do dzisiaj stanowiących znacząca mniejszość religijną w Syrii. Według nich w dziejach ludzkości możemy wyróżnić siedem epok, a w każdej z nich pojawia się odrębna teofania Boga. Jest to tzw. maʿnà (znaczenie), istota Boga, która skrywa się pod postacią osoby, która jest podporządkowana prorokowi. Ten prorok to imię (ism), stanowiące zarazem zasłonę (h.iĝab) istoty. Prorokowi zawsze towarzyszy pomocnik, przedstawiciel, zwany bramą (bāb). W siódmym eonie maʿnà to właśnie Ali, jego ism to Mahomet, a bāb to Salman al-Farsi. Alawici, podobnie jak inni szyici, obchodzą Święto Stawu ('īd al-gadīr), upamiętniające wydarzenia nad Stawem Chumm, jednak ich zdaniem Mahomet miał wtedy wyjawić Alemu nie to, że ten jest jego następcą, lecz to, że Ali jest maʿnà, to jest Bogiem, co oznacza że on sam jest wysłannikiem Alego.
Ugrupowaniem o charakterze synkretycznym, lecz bardzo silnie związanym ze światem wierzeń islamu jest ahl-e hakk. Również w ich doktrynie Ali odgrywa bardzo ważną rolę. Według ahl-e hakk Bóg, istniejący samotnie jeszcze przed pojawieniem się czasu, objawiał się poprzez siedem kolejnych wcieleń. Pierwszym z nich była Perła (Xawandagar), która stworzyła świat, drugim zaś Ali ibn Abi Talib. To on objawił zasady wiary ahl-e hakk. Ponieważ jest on drugą z teofanii, tym samym jest starszy od Adama i wszystkich proroków, z Mahometem włącznie. Według niektórych wersji doktryny ahl-e hakk, Ali współistniał z Bogiem i razem z nim dokonywał dzieła stworzenia. Później dopiero, żeby ludzie mogli zrozumieć Boga, przyjął ciało człowieka. Liczne legendy ahl-e hakk ukazują wyższość Alego nad Mahometem.
Ismailici nie są uznawani za ghulat, jednak niektóre z ismailickich idei niewątpliwie powstały pod ich wpływem. Do takich należy zaliczyć przekonanie iż Ali to nie po prostu imam, ale asas - „fundament”, i jako taki zajmuje on wyższą pozycję od wszystkich innych imamów (stąd wśród Bohrów Ali w ogóle nie jest uważany za imama).

### Sunnici
Sunnici nie uznają prawa Alidów do duchowego przewodnictwa nad muzułmańską wspólnotą. To jednak nie znaczy, że odrzucają oni Alego. Także teologowie sunniccy podkreślają jego pobożność, odwagę, gotowość do świadczenia jałmużny i oddanie sprawie islamu. Poza tym jest on uważany za jednego z czterech kalifów prawowiernych, obok Abu Bakra, Umara i Usmana. Ali jest zatem człowiekiem czczonym jako zasłużony dla islamu towarzysz Proroka zarówno przez szyitów, jak i sunnitów. Ci drudzy jednak, oprócz negowania jego dziedzicznego prawa do przewodzenia muzułmanom, zauważają czasem również pewne jego wady, jak np. brak politycznych zdolności. Według Maurice’a Gaudefroya-Demombynesa: „Tradycja sunnicka czyni z Alego bohaterskiego wojownika: jest to przedstawiciel przedmuzułmańskich walk w pojedynkę, a później barraz [wybitna postać] muzułmański, jak Hamza [wuj Proroka]; przytaczają jego wyczyny pod Badrem, pod Uhudem, w bitwie nad Fosą, w Chajbarze, w Hunajnie. Widać go wprawdzie na polach bitew, ale nie można go odnaleźć wśród bliskich przyjaciół Mahometa. Inteligencję ma przeciętną, charakter słaby i niezdecydowany: typowy dobry oficer niższej rangi. Ale to również krewny i zięć Proroka i tradycja umieszcza go u jego boku, przeznaczając Alemu podczas hadżdżu roku 631 rolę ważną, choć nie tak ważną jak Abu Bakrowi”. Sunnici odrzucają szyicką teologię, zgodnie z którą w pełni Bóg może się objawić tylko przez imama, którym w przypadku Mahometa był Ali.

### Sufizm
Ali był również bardzo ceniony w kręgach sufickich. Pierwsi sufi szczególnie poważali go za jego pobożność i ubóstwo (postępując tu za tradycją szyicką). Opisywali go jako człowieka skromnie ubranego i samego naprawiającego swoje ubrania, pracującego jako prosty robotnik i często muszącego sprzedawać te kilka rzeczy, które do niego należały, ze słynnym mieczem Zulfikarem otrzymanym od Proroka włącznie, w celu utrzymania rodziny. Miał on także być najbardziej uczonym spośród towarzyszy Mahometa. Za typowe można uznać stwierdzenie Dżunajda (zm. 910/297), który uważał, że Ali jest „naszym mistrzem wśród korzeni i gałęzi religijnej wiedzy oraz w stawianiu czoła przeciwnościom”.
Wraz z rozwojem sufizmu większy nacisk zaczęto kłaść na posiadanie przez Alego tajemnej wiedzy, która miała mu być przekazana przez Proroka, w niektórych przypadkach uważanej także za obejmującą znajomość przyszłości. Czasami Ali był jednak uważany za osobę mniej ważną niż Abu Bakr, albo dzielącą swoją pozycję z innymi kalifami prawowiernymi, co można uznać za refleks szyicko-sunnickiej rywalizacji.
Kilka czynników przyczyniło się do późniejszego wzmocnienia pozycji Alego w sufizmie. W wielu sufickich tarikatach, które zaczęły powstawać w XI/V wieku, Ali zajmował wyróżnioną pozycję. Dla przykładu, nakszbandijja, którzy byli zresztą tarikatem sunnickim, utrzymywali, że Prorok przekazał metodę zikru Alemu, podczas gdy milczący zikr został przekazany Abu Bakrowi. W tarikatach szyickich Ali był uważany wprost za ich patrona. Tak np. bektaszyci twierdzili, że śmierć Alego musi być rozumiana raczej w kategoriach symbolicznych i że Ali wraz z Bogiem i Mahometem jest zjednoczony w Trójcy. Czasami wprost podkreślali oni wyższość Alego nad Mahometem, np. twierdząc, że Prorok został uleczony w bitwie pod Uhudem, kiedy poprosił Alego o pomoc, albo że osiągnął stan „zniknięcia w Bogu” (al-fanāʾ fī ăllāh) ponieważ złożył Alemu hołd. Wreszcie kalif An-Nasir (1180/575 – 1225/622) zaangażował się w tworzenie mających swój początek w Alidzkim sufizmie zrzeszeń futuwwa, które przemienił w stosunkowo popularne organizacje arystokratycznej młodzieży, przedstawiające Alego jako przykład męstwa, hojności, prawdomówności, sprawiedliwości i ofiarności.

Basmala

W Iranie za czasów Ilchanidów i Safawidów pojawiło się szereg myślicieli, którzy połączyli spekulatywny suficki mistycyzm z myślą szyicką, tworząc nową skoncentrowaną wokół Alego teologię. Według niej Ali uosabiał ezoteryczny aspekt Mahometa, a ponieważ muzułmański imamat zawierał w sobie imamat wszystkich poprzednich religii objawionych, to Ali uosabiał zasady ezoterycznej religii w ogóle. Jako taki istniał on przed całą ludzkością; był on w tajemnicy wysyłany wraz z każdym prorokiem, i otwarcie wraz z Mahometem. To dlatego miał powiedzieć:"Ja nosiłem Noego w arce, Ja jestem towarzyszem Jonasza w brzuchu ryby..., Ja jestem Al-Chidr, który nauczał Mojżesza, Ja jestem nauczycielem Dawida i Salomona, Ja jestem Zu al-Karnajnem”. Mahomet i Ali byli stworzeni z tej samej świetlistej substancji (nūr) i pozostali zjednoczeni w świecie duchowym; tylko w tym świecie są oni osobnymi bytami, żeby ludzkość mogła dostrzec różnicę pomiędzy Prorokiem a jego walī. Ali przedstawia Największe z Imion Boga. On i Mahomet są odbiciami jego atrybutów, poprzez które jedynie możemy Boga poznać. „Ja jestem kropką poniżej bāʾ” – to stwierdzenie najchętniej przypisywane Alemu, odwołujące się do przekonania, że wszystkie tajemnice zawarte są w kropce poniżej pierwszej litery basmali.

### Ali w tradycji ludowej
Oprócz tradycji odnoszących się do Alego związanych z różnymi nurtami islamu, istnieje także szereg dotyczących go tradycji o charakterze ludowym, stanowiących dziedzictwo całego świata muzułmańskiego. Ich przegląd daje słynny sunnicki teolog z przełomu XIII/VII i XIV/VIII wieku Ibn Tajmijja: „Pytają, ile jest prawdy w tej oto legendzie o Alim: zwalczył dżinny w studni w Zat al-Alamie. W dniu Chajbaru wyciągnął rękę i wojsko przeszło po niej. W bitwie nad Fosą natarł na wrogie oddziały, a te się rozdzieliły przed nim na siedemnaście grup i za każdą z tych grup znalazł się człowiek, który siekł mieczem, mówiąc: Ja jestem Ali. Miecz Alego, Zulfikar, zależnie od jego chęci wydłużał się lub skracał; uderzył nim Mar Sabę mającego na głowie marmurowe naczynie; jednym zamachem rozpłatał na dwoje i jego, i jego konia, a miecz zagłębił się w ziemię na dwa lub trzy łokcie; i usłyszano głos, który wołał w powietrzu: Nie masz miecza nad Zulfikara; nie masz jeźdźca nad Alego. Miał on machinę (mandżanik: katapultę) i przy jej pomocy strzelał pociskami aż do Hisn al-Ghurabu. Potajemnie wysyłano go do wszystkich proroków, a jawnie do Mahometa. Walczył przeciw dwudziestu, trzydziestu, pięćdziesięciu wojownikom. Złapał za pierścień przy wrotach Chajbaru i tak nim potrząsnął, że miasto zachwiało się w posadach, a z jego murów zwaliły się blanki”.
Ibn Tajmijja, jako uczony, pisze że: „Według jednomyślnej opinii ludzi wiedzy i wiary są to kłamliwe bajdy”, i kolejno wykazuje ich niedorzeczność. Nie zmienia to jednak tego, że: „Pozycja Alego w popularnej religii i myśli jest niższa tylko od pozycji Mahometa.(...) Całe życie Alego jest [w niej] w rzeczywistości postrzegane jako seria cudownych wydarzeń, od momentu kiedy ziemia zaświeciła w noc jego urodzin, aż do chwili jego śmierci, kiedy kamienie wokół świątyni w Jerozolimie pokryły się krwią”. Nie sposób wymienić wszystkich przypisywanych mu cudów i związanych z nim ludowych tradycji, częściowo tylko wymienionych przez Ibn Tajmijję – trzeba skoncentrować się na najważniejszych.
Według tradycji ludowej Ali był nie tylko pierwszym mężczyzną, który przyjął islam, ale także przewyższał innych towarzyszy Proroka zarówno pod względem męstwa, hojności, pobożności, jak i oddania Mahometowi. Miał on towarzyszyć Prorokowi w trakcie jego wniebowstąpienia i być razem z nim w każdym momencie gdy przychodziło do niego Objawienie. Zapisywał on wtedy każdy werset razem z jego ukrytym znaczeniem, i tak powstał mus.h.af Alego (to jest zebrany przez niego tekst koraniczny). Tak jak Mahomet, Ali posiada wiele tytułów, z których trzysta znajduje się w Starym i Nowym Testamencie i co ważniejsze w Koranie (gdzie wiele terminów interpretuje się jako odnoszących się do niego) – inne są zachowane w Niebie. Jego kalifacki tytuł, amīr al-muʾminīn (przywódca wiernych), był podarowany mu przez Boga przed stworzeniem Adama. Niektóre tradycje także w inny sposób pokazują, że Ali był szczególnie miłowany przez Boga. Archanioł Gabriel miał przynieść Prorokowi cytrynę z Nieba, w której znalazł on kawałek jedwabiu z Raju oznaczony inskrypcją stwierdzającą, że jest to prezent od Boga dla Alego. Bóg obdarował też Alego koszulą Aarona (co było refleksem wspomnianej już tradycji zgodnie z którą Alego łączyły z Prorokiem więzy analogiczne do tych jakie łączyły Aarona z Mojżeszem) i Adama, rogiem Mojżesza i pierścieniem Salomona. Ali urodził się obrzezany, nie rzucał cienia i nikt nigdy nie widział jego ekskrementów, ponieważ Bóg rozkazał Ziemi by natychmiast je zakrywała.
Niektóre z historii o Alim są związane z określonymi regionami. I tak Ali miał kiedyś w Maghrebie zostać otoczony przez chrześcijańską armię, ale uratował się wyrąbując sobie przejście przez góry jednym uderzeniem swojego miecza. W Iranie powstał cały krąg opowieści o przygodach jego i jego towarzyszy; Malika al-Asztara i Abu Mihdżana (prawdopodobnie wzorowanych na przygodach legendarnego Rostama), związanych z ich wojnami przeciwko Sasanidzie Kawadowi oraz walkami ze smokami i demonami. Niektóre z tych historii były po prostu próbami dania nowej legitymacji przedmuzułmańskim tradycjom – tak np. święto zaratusztriańskiego Nowego Roku (nourūz) mogło być obchodzone ponieważ uznano, że tego dnia Mahomet przedstawił Alego jako swojego sukcesora.